# Rodulfo Calderón
Rodulfo Calderón (Coro, Gran Colombia, 1825 - Caracas, 1895) fue un militar venezolano. 

## Biografía
El general fue señalado como uno de los principales cabecillas de los motines antisemitas durante la expulsión de los judíos de Coro, y fue reducido a prisión entre mayo y agosto de 1855. En ocasión de su defensa, Calderón alegó que si bien era el autor de varios pasquines donde figuraba la exhortación de «mueran los judíos», ello era justificable por la libertad de expresión que existe en el país. Finalmente, el apoyo que le brinda en ese sentido, el general Juan Crisóstomo Falcón, indirectamente involucrado en los acontecimientos, permite su puesta en libertad absuelto de todos los cargos en su contra.
En 1860, durante la Guerra Federal, Juan Crisóstomo Falcón divide al ejército federal en varias facciones: Juan Antonio Sotillo es enviado a oriente con la caballería, Pedro Vicente Aguado a las montañas de Carabobo, Pedro Aranguren a Portuguesa y Cojedes, y Rodulfo Calderón a Coro. Falcón, por su parte, viaja a Nueva Granada y Haití en busca de refuerzos.[cita requerida] El 5 de marzo Pedro Aranguren reunió fuerzas con las de los generales Rodulfo Calderón y Manuel Atanasio Menéndez e intentó tomar la plaza de Barquisimeto, Luego de cinco días de sitio fue rechazado, por lo que decidió partir hacia Guanare para atacar la plaza el 20 de marzo, siendo nuevamente repelido.

## Revolución azul
Vuelve a figurar durante la Revolución azul, cuando acompaña al general Manuel Ezequiel Bruzual durante su traslado a Puerto Cabello el 25 de junio de 1868, donde intenta organizar la resistencia contra las fuerzas revolucionarias. En 1872 firma un manifiesto en apoyo a la Revolución de Coro de  León Colina.